# Maylandia lombardoi
Espèce
Statut de conservation UICN

 LC  : Préoccupation mineure
Répartition géographique
Maylandia lombardoi est une espèce de poissons d'eau douce de la famille des Cichlidae endémique du lac Malawi en Afrique. Ce cichlidé fait partie des espèces dites "Mbuna" (ou "M'buna") ou poissons brouteurs d'algues du lac Malawi. M. lombardoi est une espèce assez prisée du commerce aquariophile, principalement dû au fait d'avoir un dimorphisme sexuel très prononcé, le mâle devenant jaune vif a l'âge adulte et la femelle bleu.

## Description
Chez cette espèce les femelles sont d'un bleu brillant et les mâles de couleur jaune, ce qui est inhabituel. En effet, les mâles deviennent jaunes à l'âge adulte, tandis que les femelles restent rayées de bleu. Jeunes, tous sont bleu clair avec des rayures verticales foncées. Les mâles adultes arborent une teinte jaune vif et des nageoires translucides, souvent bleutées en présence d'autres mâles ou lors de la parade nuptiale. Les rayures des mâles s'estompent alors presque totalement. Ces rayures sont plus larges et lumineuses en haut, s'atténuant vers le bas. Les mâles possèdent souvent une tache sur la nageoire anale, parfois accompagnée de plus petites. Certaines femelles peuvent aussi présenter cette tache et, rarement, adopter une couleur jaune, surtout en vieillissant.

## Systématique
Le nom valide complet (avec auteur) de ce taxon est Maylandia lombardoi (Burgess, 1977).
Maylandia lombardoi a pour synonymes :
- Metriaclima lombardoi (Burgess, 1977)
- Pseudotropheus lombardoi Burgess, 1977

## Étymologie
Le genre Maylandia, décrit par Meyer et Förster en 1984, rend hommage à Hans Joachim Mayland, un passionné de cichlidés et auteur de livres sur les poissons d'aquarium, né vers 1928 et décédé en 2004. L'épithète spécifique lombardoi, attribuée par Burgess en 1977, honore John Lombardo d'African Fish Imports, qui a attiré l'attention de Burgess sur cette espèce et lui a fourni les spécimens types.

## Publication originale
- Burgess, W. E. (1977). Studies on the family Cichlidae: 8. Pseudotropheus lombardoi, a new species of Lake Malawi Mbuna with reversed sexual coloration (Pisces: Cichlidae). Tropical Fish Hobbyist. v. 26 (no. 2): 63-67.

## Variétés
Cette espèce est appelée localement « Mbuna » en Nyanja et Tonga au Malawi.
Deux variétés sont répertoriées en aquariophilie selon leur localité de pêche :
- Maylandia lombardoi "Mbenji Island"[5],[6],
- Maylandia lombardoi "Nkhomo Reef"[5],[6]

## Taille
Cette espèce mesure adulte une taille maximale avoisinant les 8,7 cm en longueur standard (sans la queue), parfois un peu plus en aquarium pour les plus vieux spécimens mâles.

## Dimorphisme
Adulte cette espèce de Cichlidae est très simplement différentiable. En effet le mâle est clairement plus grand et surtout de coloration jaune avec des barres verticales noires, tandis que la femelle est bleue barrée de noir. Le mâle possède également la terminaison des nageoires impaires plus effilées.

## Reproduction
Cette espèce est incubatrice buccale maternelle, les femelles gardent les œufs, larves et tout jeunes alevins environ 3 semaines, protégés dans leur gueule (sans manger ou en filtrant très légèrement les micro-détritus). Les mâles peuvent se montrer très insistants dès les premières maturités sexuelles des femelles, il est préférable de maintenir cette espèce en groupes de plusieurs individus (au moins en « trio » : 1 mâle pour 2 femelles), de manière à diviser l'agressivité d'un mâle dominant sur plusieurs individus. À la sortie de la bouche de la femelle tous les jeunes sont de coloration bleue et c'est que vers 5/6 centimètres que les premiers mâles se déclarent et commencent à changer de couleur pour devenir jaune.

## Statut IUCN
L'Union internationale pour la conservation de la nature IUCN place cette espèce (sous son synonyme Metriaclima lombardoi) en « Préoccupation mineure » (LC) : « Cette espèce est endémique du lac Malawi, où elle est connue dans deux localités restreintes, l'île de Mbenji et le récif de Nkhomo, avec une AOO de moins de 20 km². Elle répond aux exigences de superficie selon le critère B pour les espèces menacées (EOO < 100 km²), mais quatre décennies d'extraction régulière par le commerce des poissons d'ornement n'ont pas sensiblement diminué la population. Elle est donc classée comme Préoccupation mineure. » (Selon fishbase : Introduit à l'île Namalenje)

## Croisement, hybridation, sélection
Il est impératif de maintenir cette espèce et le genre Maylandia seul ou en compagnie d'autres espèces, d'autres genres, mais de provenance similaire (lac Malawi), afin d'éviter toute facilité de croisement. Le commerce aquariophile a également vu apparaître un grand nombre de spécimens provenant d'Asie et d'Europe de l'est notamment et aux couleurs des plus inhabituelles ou albinos. En raison de la sélection, hybridation et autres procédés chimiques des laboratoires.

## Galerie

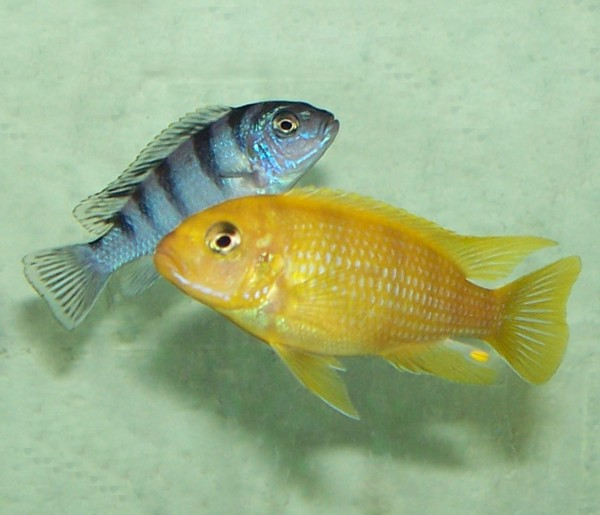
couple mâle jaune et femelle bleue
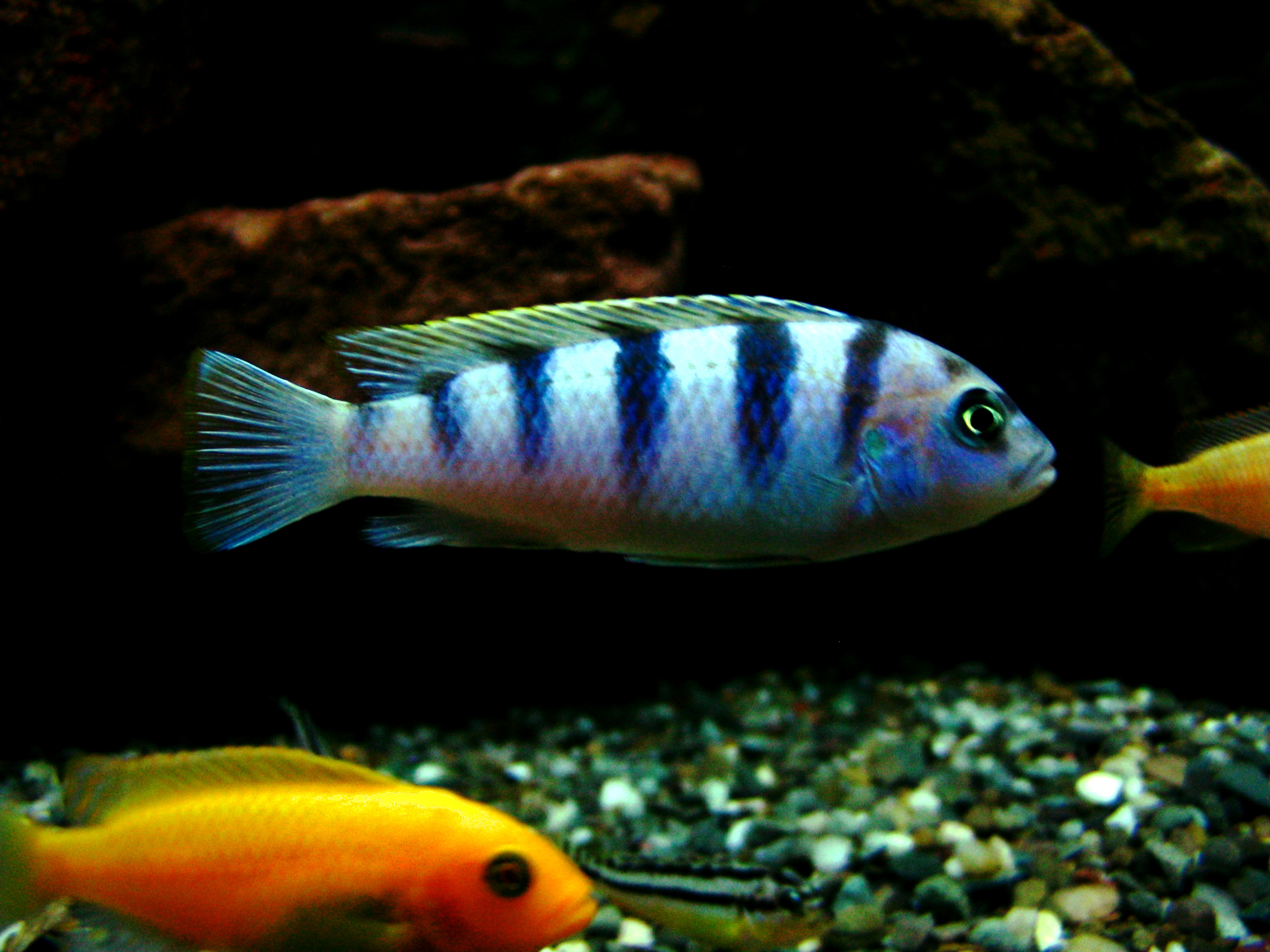
femelle (En dessous de couleur orangée Maylandia estherae et barré longitudinalement de noir et ventre jaune jeune Melanochromis auratus)
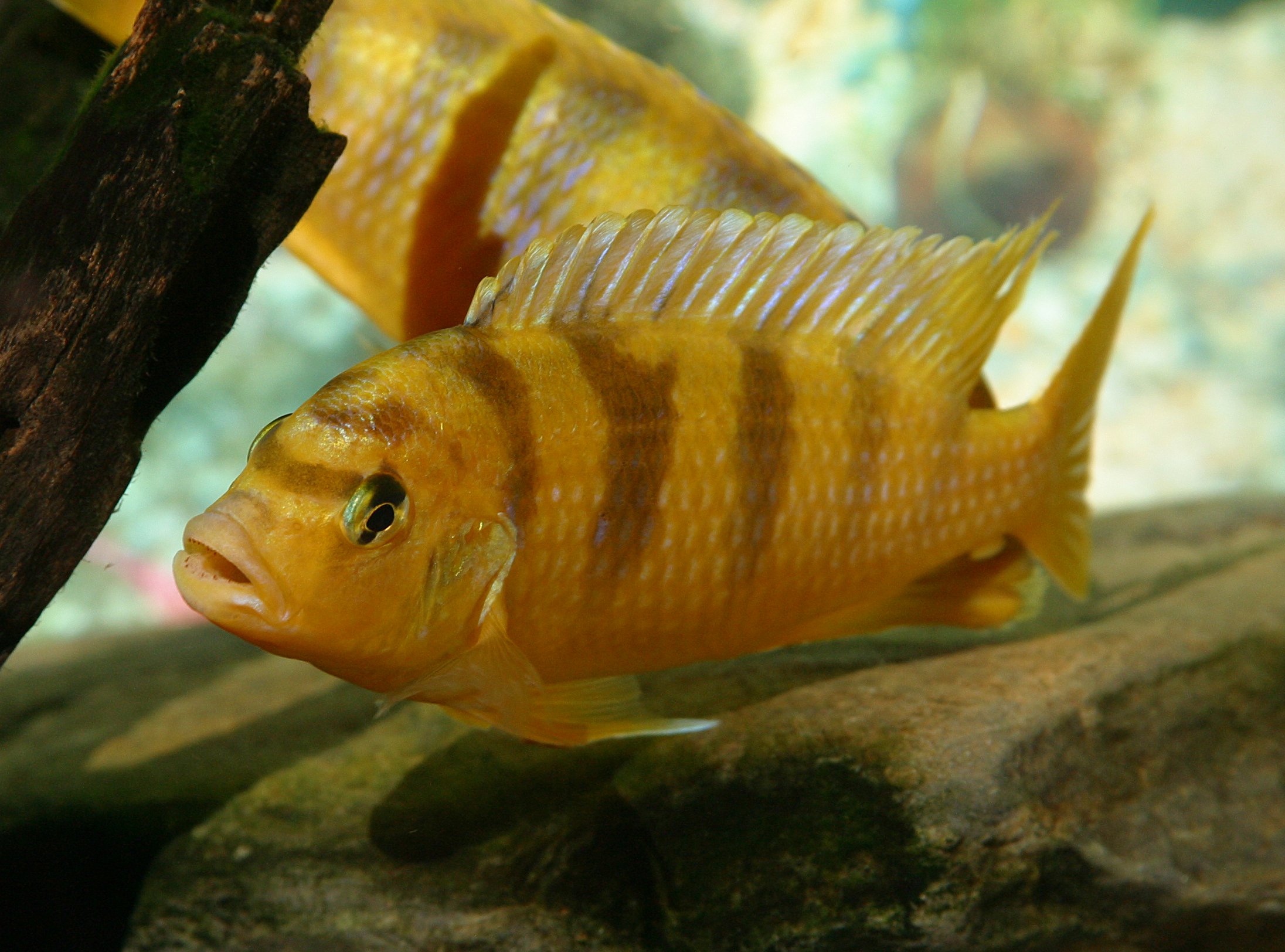
mâle alpha particulièrement dominant, présentant un patron de coloration des plus magnifiques
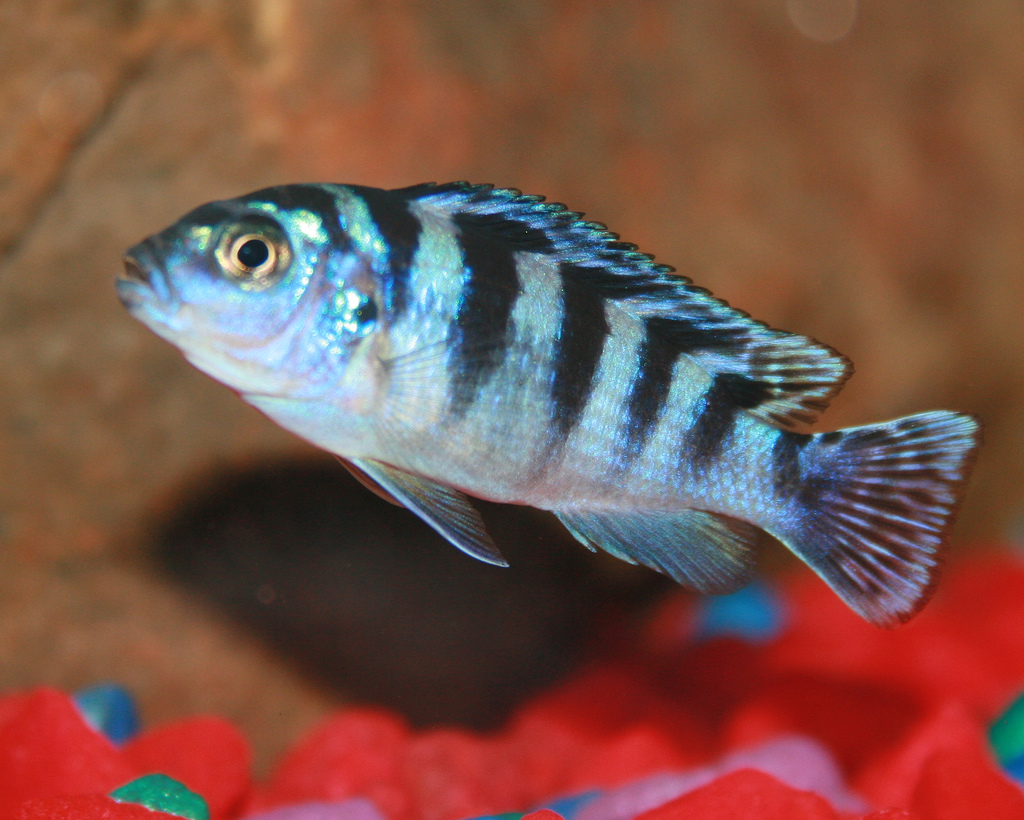
femelle
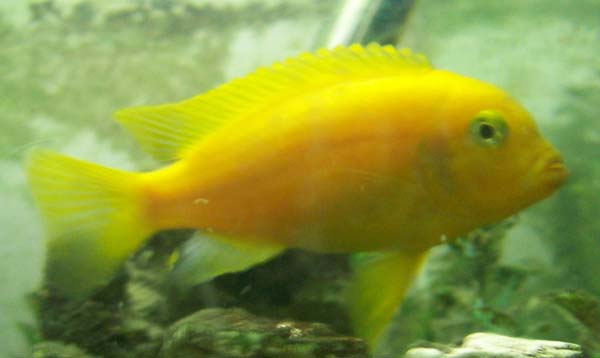
mâle de livrée d'élevage
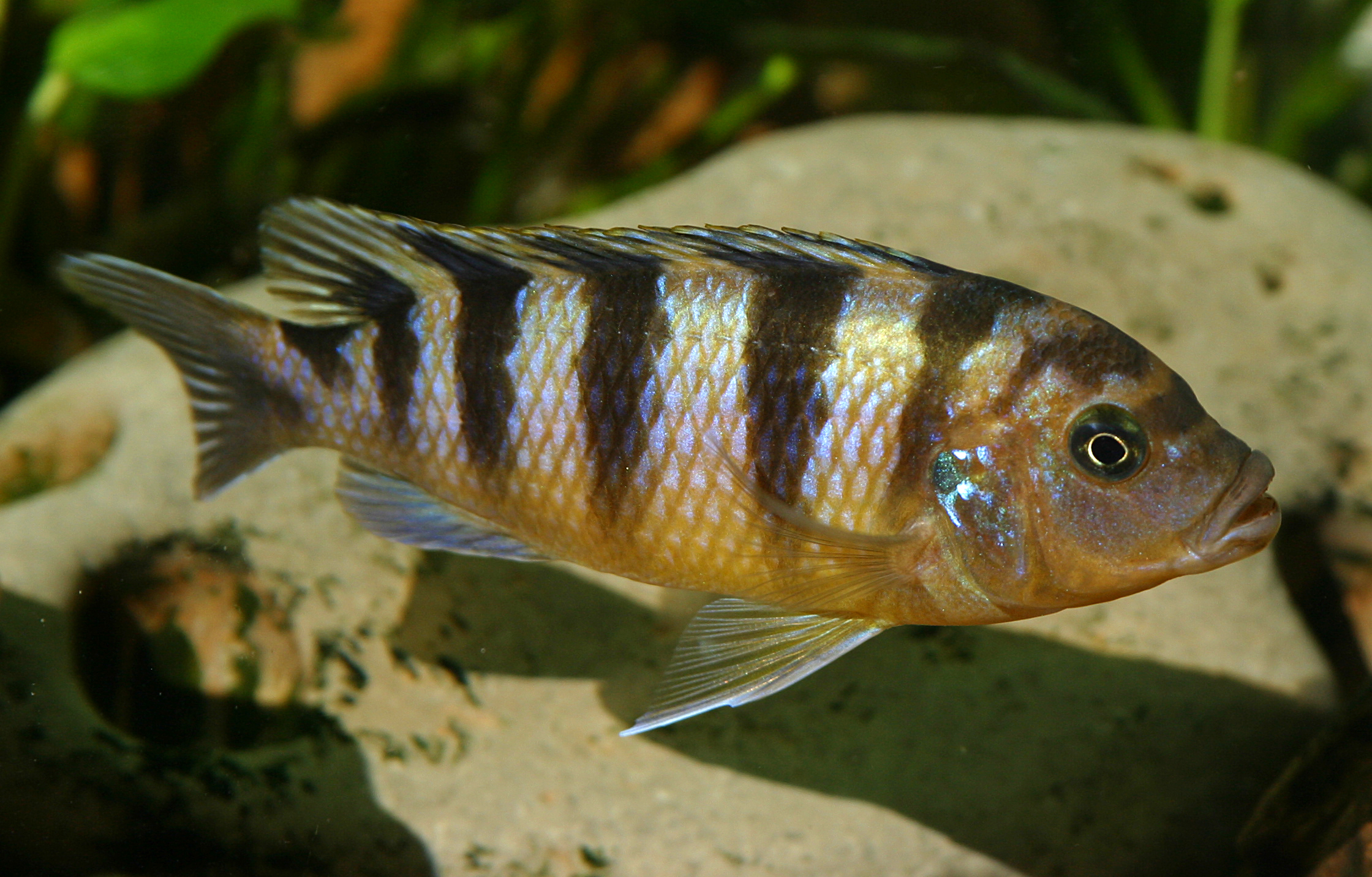
mâle bêta de souche type sauvage
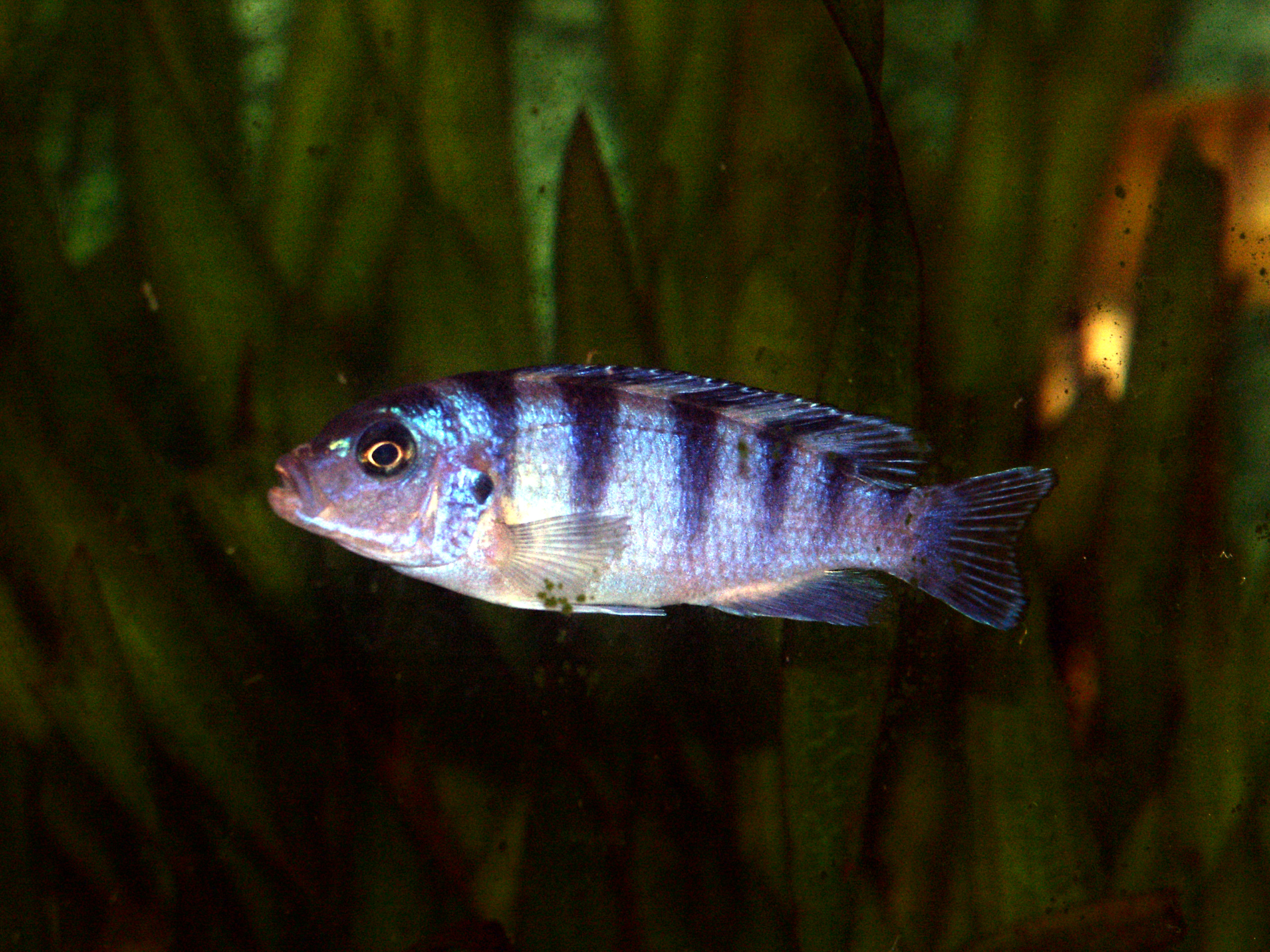
jeune femelle